# Peter Baltes (Musiker)

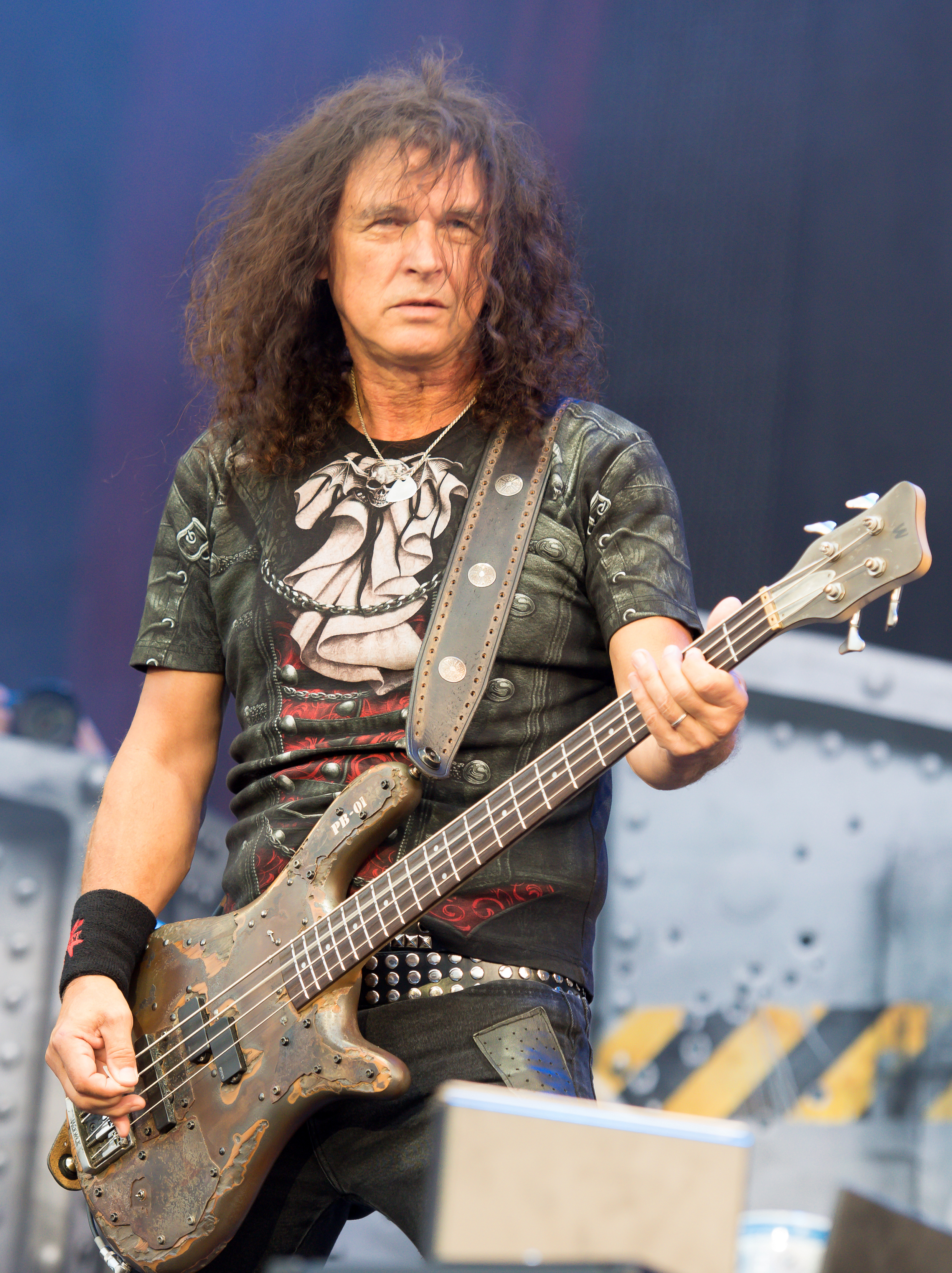
Peter Baltes (2017)

Peter Baltes (* 4. April 1958 in Solingen) ist ein deutscher Bassist. Er hat seit seinem Einstieg bei der Heavy-Metal-Gruppe Accept 1976 insgesamt 15 Alben als Bassist eingespielt und übernahm auf ihren frühen Alben und später auf dem 1996er Album Predator bei einigen Liedern den Gesang. Sein Hauptinstrument ist ein Fender Precision.
Neben seiner Tätigkeit bei Accept war Baltes ab 2009 Bassist der vom ehemaligen Anthrax-Gitarristen Dan Spitz gegründeten Supergroup Deuxmonkey. Mit der Band veröffentlichte er 2009 ein Studioalbum, bevor er sich entschied, Accept gemeinsam mit Wolf Hoffmann zu reformieren. Nach der Veröffentlichung von vier weiteren Alben mit der Band gab er am 28. November 2018 seinen Ausstieg bei Accept bekannt. In der Folgezeit komponierte er Musik für Film und Fernsehen, beteiligte sich am Songwriting des U.D.O.-Albums We Are One und war als Studiobassist tätig. Im Herbst 2022 ersetzte er den kurzfristig erkrankten U.D.O.-Bassisten Tilen Hudrap bei Live-Auftritten der Band und wurde im April 2023 festes Mitglied der Band.

## Mitwirkung an Alben anderer Künstler
- Background-Gesang auf dem Scorpions-Album „Savage Amusement“.
- spielte Bass auf John Norums Alben „Face the Truth“, „Worlds Away“ und anderen.
- spielte Bass und wirkte am Background-Gesang auf Don Dokkens Soloalbum „Up from the Ashes“ mit und spielte auch Bass auf den ersten sieben Tracks des Dokken-Albums „Breaking the Chains“.